# Oxyrhachis mananga
Oxyrhachis mananga är en insektsart som beskrevs av Capener 1962. Oxyrhachis mananga ingår i släktet Oxyrhachis och familjen hornstritar. Inga underarter finns listade i Catalogue of Life.